# تقويم هندي وطني

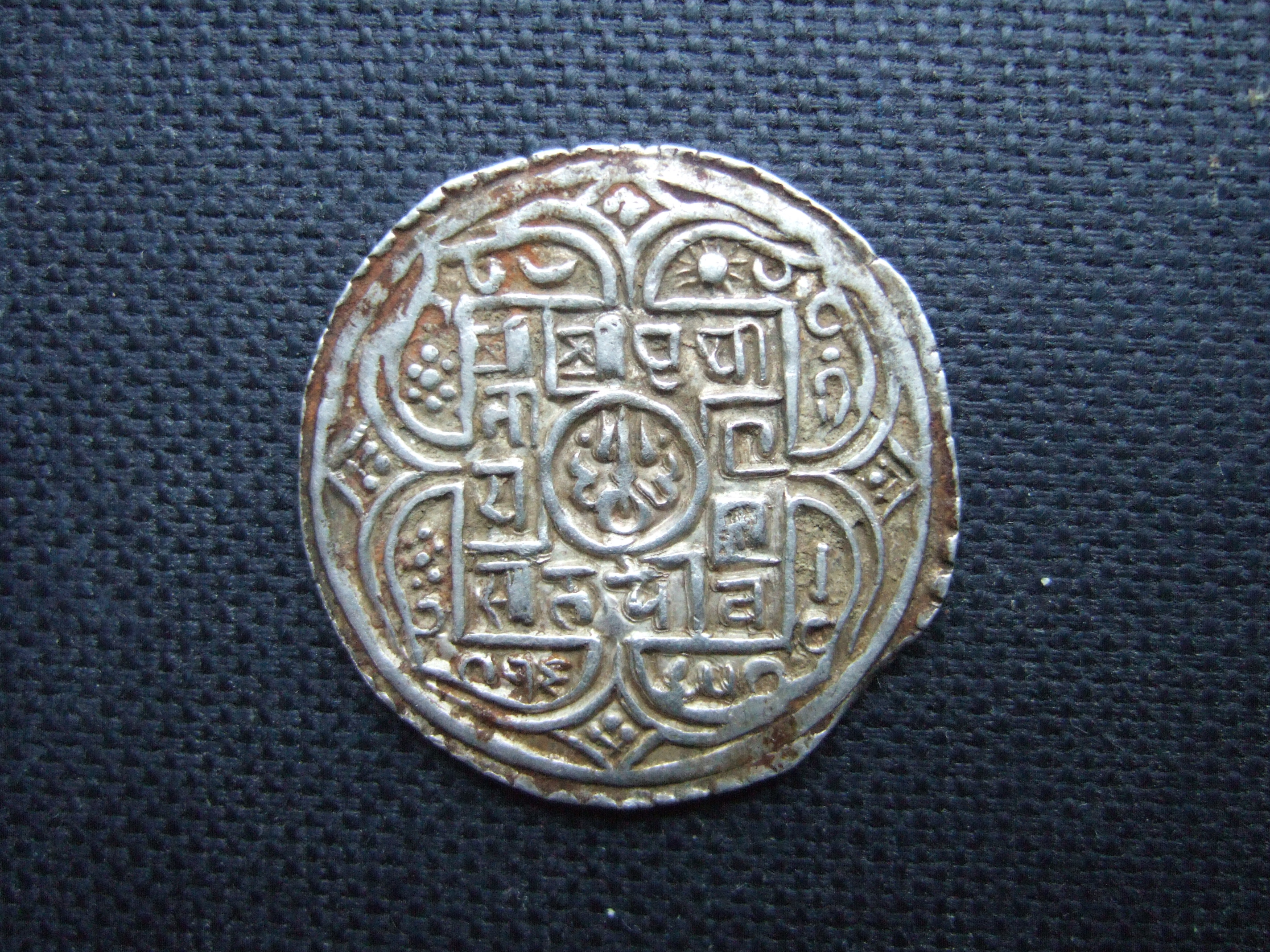
موهار ملك غورخا (النيبال لاحقًا) بريثفي نارايان شاه مؤرخ في عهد ساكا 1685 (1763 م).

التقويم الوطني الهندي أو تقويم ساكا (بالإنجليزية: Indian national calendar - Saka calendar) هو التقويم المدني الرسمي في الهند، جنباً إلى جنب مع تقويم بيكرم سامفات. يظهر تقويم ساكا بجانب التقويم الغريغوري الميلادي في الجريدة الرسمية للهند وفي نشرات الأخبار على محطة الراديو الوطني الهندية، وفي المراسلات الرسمية الصادرة عن حكومة الهند، ويستخدم التقويم أيضاً في جزيرة جاوة وبالي بين الهندوس في إندونيسيا. وينقص تقويم ساكا عن الميلادي 78 عامًا.
تتبع أشهر التقويم علامات الأبراج الاستوائية بدلا من الأبراج الفلكية المُستخدَمة في التقويم الهندوسي.